# Tecalitlán (kommun)
Tecalitlán är en kommun i Mexiko.   Den ligger i delstaten Jalisco, i den södra delen av landet, 400 km väster om huvudstaden Mexico City.
Följande samhällen finns i Tecalitlán:
- Tecalitlán
- Acueducto Fraccionamiento
- La Purísima
- Santiago
- El Rayo